# Terrae di Giapeto
Segue una lista delle terrae presenti sulla superficie di Giapeto. La nomenclatura di Giapeto è regolata dall'Unione Astronomica Internazionale; la lista contiene solo formazioni esogeologiche ufficialmente riconosciute da tale istituzione.
Le terrae di Giapeto portano i nomi di personaggi e luoghi legati alla Chanson de Roland, opera della letteratura medievale francese.

## Prospetto
| Terra           | Eponimo                                                             | Latitudine | Longitudine | Diametro |
| --------------- | ------------------------------------------------------------------- | ---------- | ----------- | -------- |
| Roncevaux Terra | Roncisvalle – Passo pirenaico dove venne teso l'agguato ad Orlando. | 37° N      | 239,5° W    | 1284 km  |
| Saragossa Terra | Saragozza – Città spagnola dimora di Marsilio.                      | 45° S      | 180° W      | 2300 km  |